# Jezeransko polje
Jezeransko polje – polje w Chorwacji, położone na terenie Liki.

## Opis
Zajmuje powierzchnię ok. 9 km². Dzieli się na Stajničko (ok. 6 km²)  i Črnacko polje (2,4 km²). Jego wymiary to 15,5 x 1,5 km. Wysokość bezwzględna waha się w zakresie 490–505 m n.p.m.
Przez polje przepływa okresowa rzeka Jaruga. Leżą na nim miejscowości Jezerane i Stajnica.